# Корд (кулемет)
Кулемет «Корд» (рос. Ковровские ОРужейники Дегтярёвцы) — великокаліберний кулемет з стрічковим живленням під набій 12,7×108 мм російського виробництва.

## Історія
Кулемет «Корд» був створений в 90-х роках як заміна кулемета НСВ-12,7 (рос. «Утьос»), виробництво якого, після розпаду СРСР, виявилося частково за межами Росії. Розроблено на Ковровському заводі ім. Дегтярьова (ЗИД).
Налагоджено серійне виробництво, кулемет офіційно прийнятий на озброєння Збройних Сил Росії. Крім піхотного варіанта, він встановлюється в зенітну установку на башті російського танка Т-90С.

## Конструкція
Кулемет «Корд» побудований за принципом газовідводного автомата, де газовий поршень з довгим ходом розміщений під стволом.
Подача патронів здійснюється з металевої стрічки з відкритими ланками, зі стрічки прямо в ствол. Подача стрічки може здійснюватися як зліва, так і справа.
Замикання ствола здійснюється поворотом личинки затвора та зачеплення бойовими упорами личинки за бойові упори ствола.
Ударно-спусковий механізм може управлятися як вручну (від спускового гачка, встановленого на станку), так і від електроспуску (для танкового варіанту), має запобіжник від випадкових пострілів.
Як основний використовується відкритий регульований приціл. Є можливість установки оптичних та нічних прицілів.
Ствол швидкозмінний, з повітряним охолодженням, створений за фірмовою ЗІДовською технологією, що забезпечує при стрільбі рівномірний нагрів, а отже — і рівномірне теплове розширення (деформацію) ствола. За рахунок цього точність стрільби у порівнянні з НСВ-12,7 підвищена в 1,5-2 рази при стрільбі зі станка (при стрільбі з сошок точність порівнянна з НСВ на станке). При стрільбі на дистанцію 100 м кругове відхилення становить всього 0,22 м.

### Зовнішня відмінність від НСВ
Попри значну зовнішню схожість зі своїм попередником, «Корд» має ряд відмінностей. Зокрема, новий кулемет має сошки 6Т19, при встановленні на верстат-триногу їх складають. Натомість «Утьос» має лише важчий верстат-триногу 6Т7. Найбільше відмінностей можна помітити у вигляді ствольної коробки, особливо з лівого боку: новий кулемет не має полиць під вікном викидача, з правого боку ствольна коробка також має менше частин, що виступають. Попри те, що новий кулемет зазвичай має дульне гальмо прямокутної форми, можна зустріти модифікації НСВ з дульним гальмом відмінним від стандартного-конусного.

## Зображення

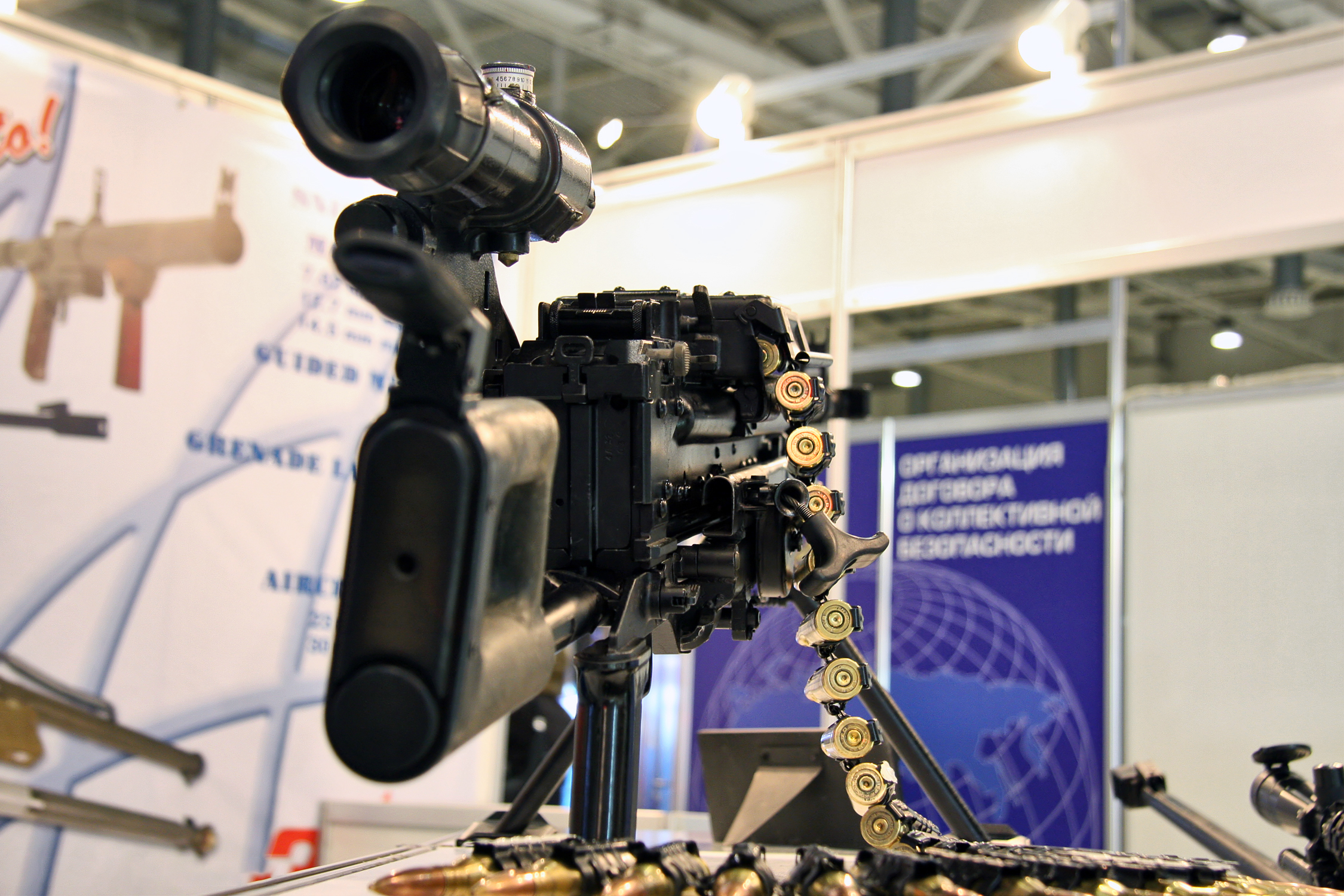
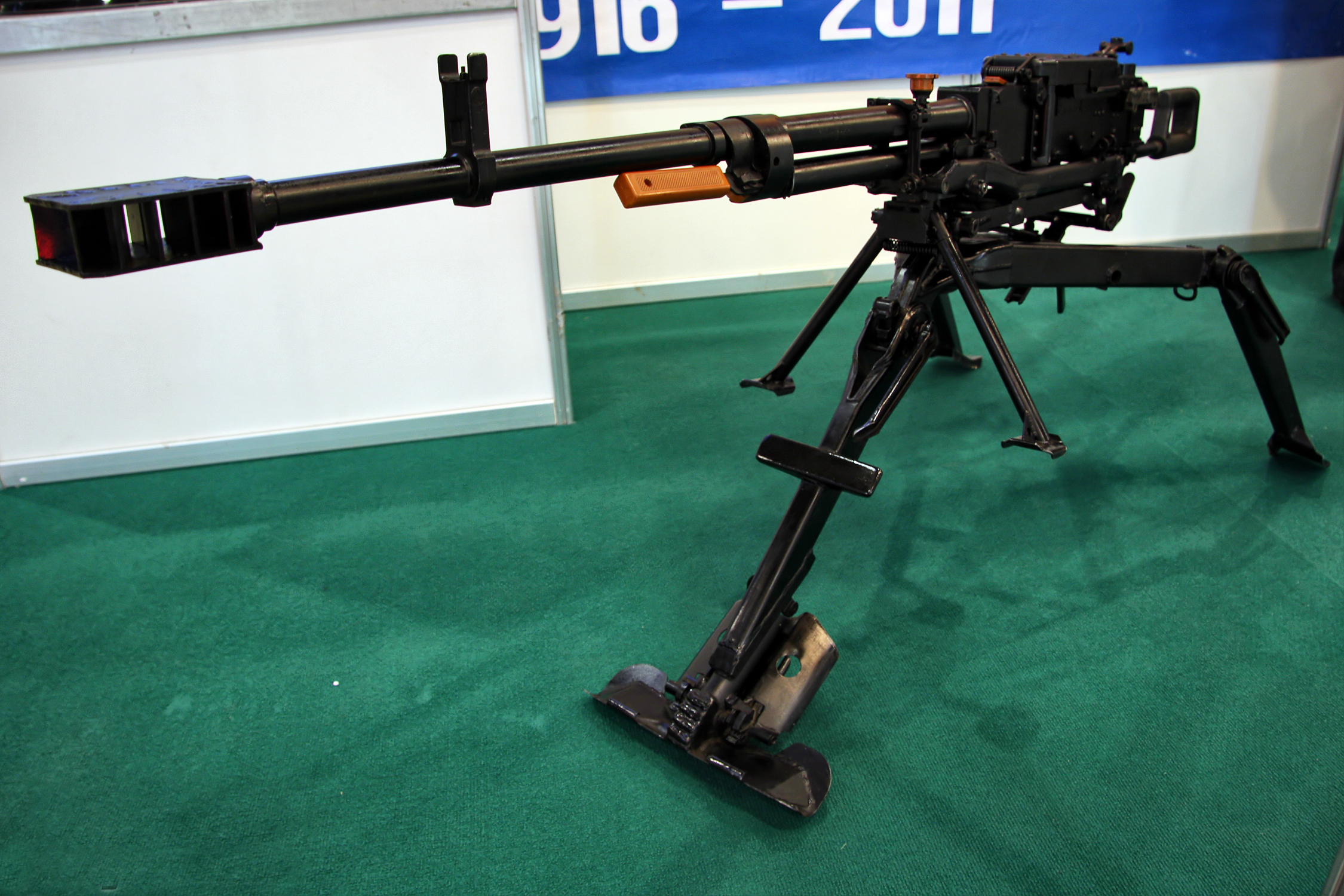
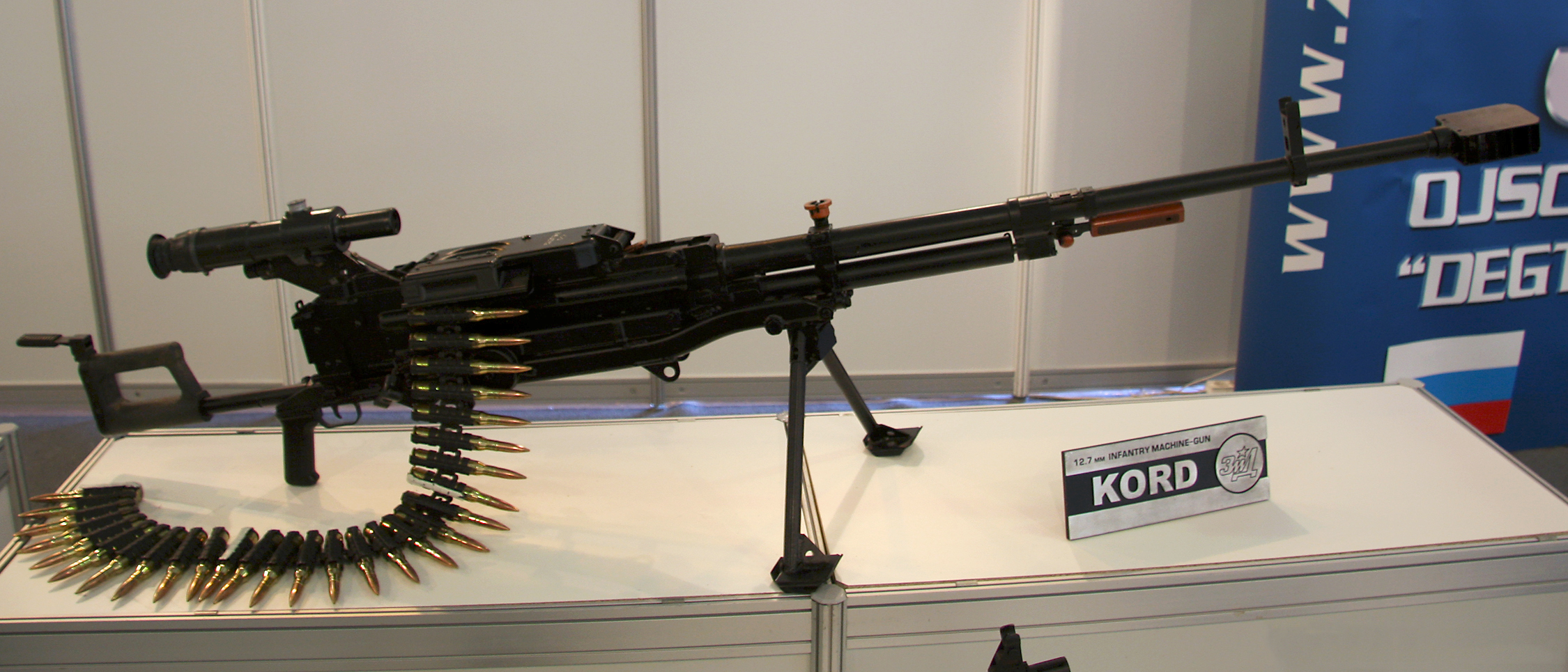
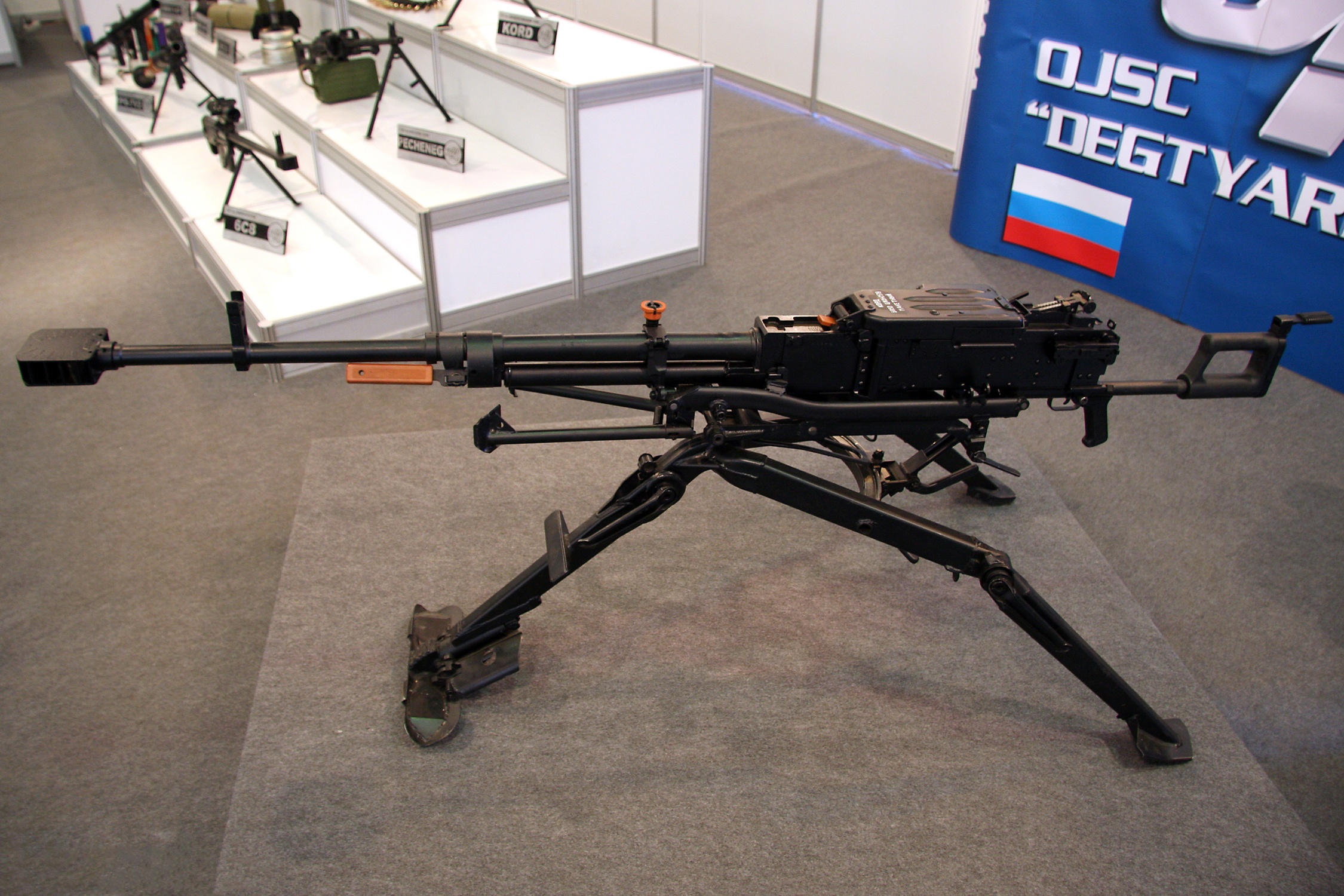
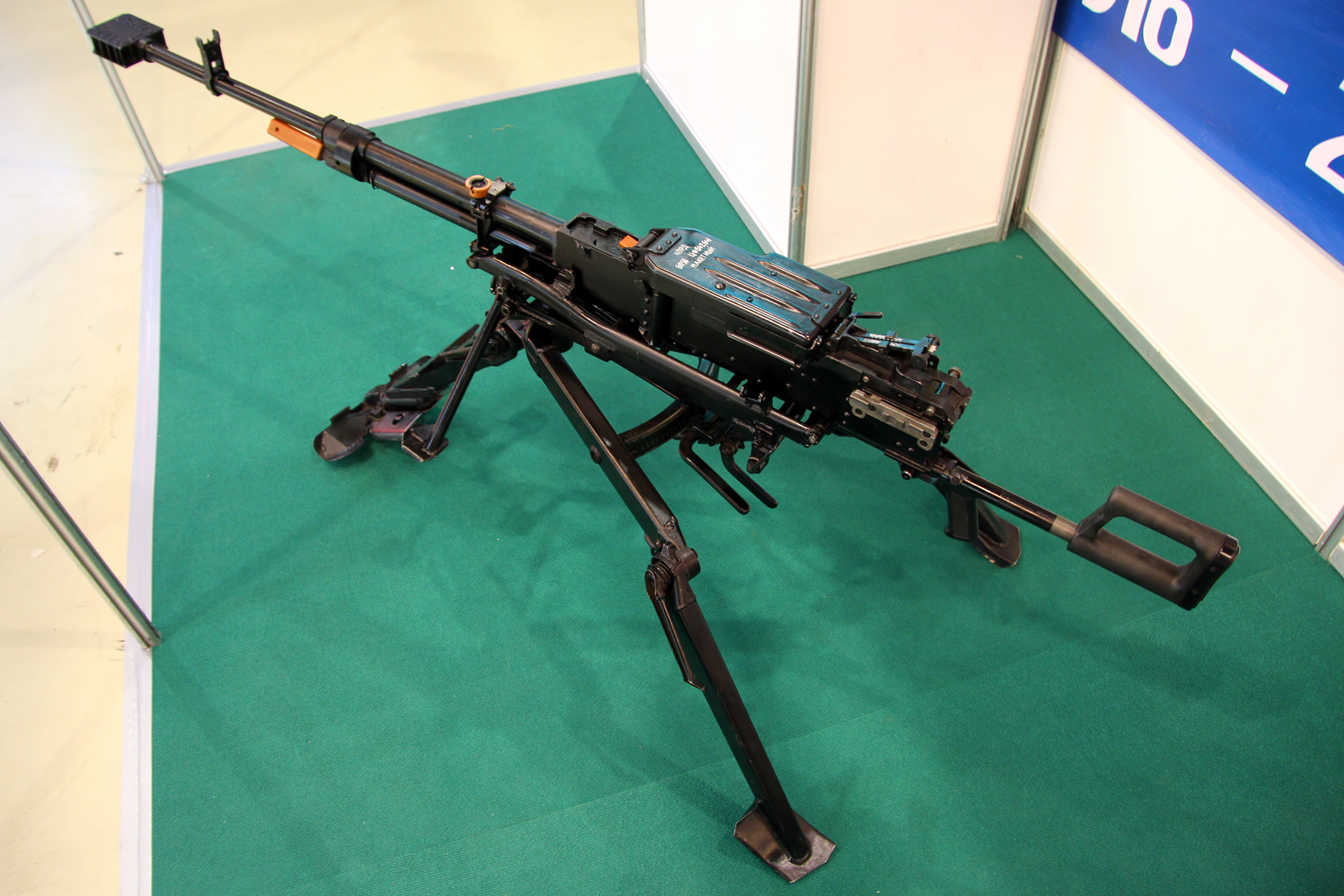

## Боєприпаси
Основні боєприпаси, які заявляються ЗИД — Б-32 та БЗТ-44. Водночас очевидно, кулемет може використовувати будь-які патрони стандарту 12,7×108 мм, в тому числі МДЗ і БС (БС-41). Останній має кулю з вольфрамовою серцевиною, що істотно поліпшує бронепробивність. Якщо куля Б-32 пробиває 20 мм сталі з відстані 100 м, то куля набоїв БС та БС-41 робить те ж саме з відстані 750 м.

## Модифікації
- 6П49 — танковий кулемет;
- 6П50 — піхотний кулемет;
- 6П57 — кулемет 6П50 на сошках 6т19; (6П50-1 — старий індекс);
- 6П58 — кулемет 6П50 на шкворневій установці 6У16; (6П50-2 — старий індекс);
- 6П59 — кулемет 6П50 на шкворневій установці 6У16 і стійці СП; (6П 50-3 — старий індекс);
- 6П60 — кулемет 6П50 на піхотному станку 6Т20;
- 6П51 — танковий кулемет з подачею стрічки зліва.

## Бойове застосування
- Російсько-Українська війна — на озброєнні російських найманців та терористів[3][4].